# I Think We're Alone Now (pel·lícula)
I Think We're Alone Now és una pel·lícula estatunidenca de drama romàntic post-apocalíptica del 2018 dirigida per Reed Morano, que també va actuar com a director de fotografia, i escrita per Mike Makowsky. És protagonitzada per Peter Dinklage i Elle Fanning com dos supervivents que aprenen a viure junts després que una pandèmia acabi amb la població de la Terra. La pel·lícula es va estrenar al Festival de Cinema de Sundance el 21 de gener de 2018. Va ser estrenada el 14 de setembre de 2018 per Momentum Pictures.

## Argument
Del viu sol en un petit poble després d'un esdeveniment apocalíptic no especificat però sobtat (la gent va morir on s'asseia) ha matat la població humana "un dimarts a la tarda". Creient que és l'últim home de la Terra, Del s'ha proposat portar una existència pacífica a la seva ciutat natal, vivint a la biblioteca on treballava i passant el dia netejant les cases de la gent i enterrant els morts. Una nit, es desperta amb focs artificials. L'endemà, descobreix una dona jove anomenada Grace, inconscient al seu cotxe, després d'haver patit un accident de cotxe borratxa. Inicialment, Del és poc acollidor amb la dona, que el segueix per tot arreu i l'insta a deixar-la quedar. Quan la dona decideix marxar, Del l'atura i permet un període de prova teòrica per si es necessiten mútuament. Grace és una presència sorollosa i erràtica, però Del s'acostuma a ella de mala gana, alimentant-la i ensenyant-li els seus mètodes per netejar les llars dels morts. Quan la Grace troba un gos, el dutxa amb amor i atenció, però després que el gos mossega a Del, el deixa anar i aquest s'escapa. Quan ell admet això a Grace, ella està furiosa i li recorda que mentre estava amargat i sol en la seva vida anterior, ella era estimada i feliç. Del es penedeix, li ensenya el seu hivernacle i li demana que continuï netejant cases amb ell. En un dels seus viatges per buscar cases, la Grace es troba amb una casa que encara no ha estat netejada i que Del no vol netejar. S'adona que pertanyia a la família de Del. Grace convenç Del perquè netegi la casa i enterri el cos de la seva mare. Després, la Grace informa a Del que té alguna cosa a dir-li, però evita abordar el tema directament i li fa un petó. L'endemà al matí, Del es desperta a la casa que la Grace ha estat utilitzant i se sorprèn sentir veus a la planta baixa. Coneix dos nous supervivents, Patrick i Violet, que es presenten com els pares de Grace. Es revela que hi havia milers de supervivents de l'apocalipsi, que han format una comunitat. Com que Del no ha sortit mai del seu poble, no se n'ha assabentat. Del està molest i se'n va, però Grace el persegueix i li suplica que la mantingui amb ell, dient que la parella no són els seus veritables pares i que ella estava emparellada amb ells quan va arribar a la comuna del supervivent a Califòrnia. Del no la fa cas i marxa. Patrick visita Del a la biblioteca, on li demana que vingui amb ell, deixant entreveure diferents experiments que tenen lloc a Califòrnia que se centren en la ment. Poc després, la Grace se'n va amb la parella i Del torna al seu estil de vida solitari, tot i que ara està envoltat de solitud. Ja no és capaç de viure sol, Del abandona el seu petit poble i condueix cap a l'adreça que li va deixar Patrick, amb l'esperança de trobar la Grace. Del s'endinsa a casa de la Grace per veure-la i, mentre és allà, veu que s'ha sotmès a més cirurgia de modificació del comportament per esborrar el trauma persistent causat per la pèrdua de la seva família. Mentre Del i Grace intenten escapar, Patrick intenta aturar-los. Explica que l'única manera de que la raça humana avanci és oblidar el passat i el que tots van perdre. La Grace entra en pànic i li dispara. La Violet no està molesta perquè encara recorda la seva vida anterior i la filla que va perdre, malgrat la modificació de comportament a la qual ha estat sotmesa. Del i Grace troben la ciutat poblada de supervivents desconcertadament feliços, tots feliçment i voluntàriament ignorants del seu trauma passat. Del i Grace abandonen la ciutat sense cap objectiu ni destinació indicada o implícita.

## Repartiment
- Peter Dinklage com a Del
- Elle Fanning com a Grace
- Paul Giamatti com a Patrick
- Charlotte Gainsbourg com a Violet

## Producció
L'octubre de 2016, Peter Dinklage i Elle Fanning foren seleccionats per protagonitzar Del i Grace, respectivament. La fotografia principal es va fer a l'estat de Nova York, incloses les ciutats de Hastings-on-Hudson i Haverstraw.

## Banda sonora
- "Working Man", escrit per Geddy Lee i Alex Lifeson, interpretat per Rush
- "Finding My Way", escrit per Geddy Lee i Alex Lifeson, interpretat per Rush
- "LA Knights", interpretada per Four Step Plan
- "Livin' Proof", interpretada per Group Home
- "Free The Mind", interpretat per Johann Johannsson
- "Cuban Jam", escrit per La Palabra, interpretat per Orquesta

## Llançament
La pel·lícula es va estrenar al Festival de Cinema de Sundance el 21 de gener de 2018, on va guanyar e Premi especial del jurat dramàtic a l'excel·lència en la realització de cinema. Un mes després, Momentum Pictures va adquirir els drets de distribució de la pel·lícula. Es va estrenar el 14 de setembre de 2018.

## Resposta crítica
El lloc web de l'agregador de ressenyes Rotten Tomatoes va informar d'una puntuació d'aprovació del 63 %, basada en 41 ressenyes, amb una puntuació mitjana de 6.3/10. El consens crític del lloc web diu: "I Think We're Alone Now es beneficia d'una estètica absorbent i un treball sòlid dels seus protagonistes, tot i que encara és una mica menys que la suma de les seves parts postapocalíptiques". Metacritic, que utilitza una mitjana ponderada, assignada una puntuació de 51 sobre 100 basada en 16 crítics, que indica "crítiques mixtes o mitjanes". Peter Travers de Rolling Stone a donat a la pel·lícula 2 estrelles sobre 5, dient: "La inversió emocional que fem en Del i Grace queda en no res, ja que la trama s'encalla solta acaba sense una sola sorpresa ni a centelleig d'emoció genuïna." Todd McCarthy de The Hollywood Reporter va escriure: "És difícil imaginar què va induir la directora Reed Morano, que va fer una feina tan bona dirigint els tres primers episodis de" The Handmaid's Tale la temporada passada, a assumir un guió així, tan desproveït de sorpreses, nocions intrigants i escenes convincents." Vikram Murthi de The A.V. Club va donar a la pel·lícula una "C", dient: "La pel·lícula de Morano vol examinar les conseqüències emocionals de submergir-se en un trauma, però el guió de Makowsky només s'acosta als límits de la idea en lloc de submergir-se en el seu nus."